# ヒュンダイ・イオン
イオン (EON) は、2011年から2019年まで現代自動車が製造・販売していたAセグメント級のシティカーである。インドで生産が行われ、フィリピン、ベトナム、中南米諸国などの新興市場へ輸出されていた。2011年にヒュンダイ・サントロ/アトスプライムの後継車種として登場したが、2018年に登場した後継車種は再びサントロ/アトスの車名を使用している。

## 概要
開発コード名HA。インド市場での最量販車種であるマルチ・スズキのアルトK10（5代目ベース、0.8L）やアルト800（7代目ベース、0.8L）の対抗車種としてヒュンダイの南陽技術研究所にて開発された。ヒュンダイのラインナップでは既存のサントロやi10よりさらに下位に位置する新たなエントリーモデルとなる。スタイリングは近年のヒュンダイ車の例にもれずフルイディック・スカルプチャー（fluidic sculpture 、流体の彫刻）デザイン言語に則ったものとなっている。
エンジンは新開発の直列3気筒 9バルブSOHC814ccエンジンが搭載される。最高出力、最大トルクはそれぞれ56仏馬力/5,500rpm、7.6kgm/4,000rpmとなる。燃費は21.1km/lでアルトK10（1.0L）の20.2km/l、アルトの19.7km/l、スパークの18.0km/lを上回る。
インド向けの車両にはエアバッグ、前席シートベルトプリテンショナー、ABSなどの安全装備がなく、グローバルNCAPが公表した衝突安全テストでは、成人乗員保護性能の評価が最低の星ゼロになった。
価格は地域によって異なるがデリーでは269,999ルピー～という設定がなされている。
ヒュンダイ・モーター・インディアではイオンの年間販売目標を15万台としている。